# Pselliophorus luteoviridis
Pselliophorus luteoviridis е вид птица от семейство Овесаркови (Emberizidae). Видът е световно застрашен, със статут Уязвим.

## Разпространение
Видът е разпространен в Панама.